# Leopold Hasner von Artha
Leopold Hasner von Artha, lovag (Prága, 1818. március 15. – Ischl, 1891. június 5.) osztrák politikus, miniszterelnök.

## Életpályája
Jogi tanulmányait Prágában kezdte meg és 1842-ben fejezte be Bécsben. 1848-ban a hivatalos Prager Zeitungot szerkesztette. 1849-ben a jogbölcsészetnek rendkívüli, majd 1851-ben rendes tanára lett a prágai egyetemen. Ebben az időben a Hegel-féle iskolának a legkiválóbb képviselője volt Ausztriában. Az 1861. évtől kezdve élénk tevékenységet fejtett ki, mint a cseh tartománygyűlésnek és a birodalmi gyűlésnek tagja. Amikor Hein, a képviselőház elnöke, az igazságügyi tárcát átvette, Hasner lett a parlament elnöke. 1865-ben újra tanárságot kapott a bécsi egyetemen, ahol a politikai tudományokat adta elő és ugyanekkor udvari tanácsossá lett. Miután 1867-ben az urak házának örökös tagja lett, az Auersperg-féle «polgárminisztérium»-ban a közoktatásügyi tárcát vállalta el. Ebben az állásában fő törekvését a liberális népiskola-törvény megalkotására fordította, amellyel a népiskolát, a püspökök ellenzése dacára, az egyház befolyása alól felszabadította és mellyel nevét Ausztria történetében halhatatlanná tette. A Taaffe-kormány tagjai között felmerült viszály alkalmával Hasner a centralisztikus többséghez tartozott és 1875. február 1-jétől április 5-ig miniszterelnök volt. Ezután csak az urak házában szerepelt, mint az alkotmányhű baloldal legtiszteltebb korifeusa.

## Írásai
- 1851-ben jelent meg A jogbölcsészet és a jogbölcsészet történelmének vázlata című munkája.
- Az 1850-es években számos jogi és kritikai újságcikket írt.
- 1861-ben adta ki A politikai gazdaságtan rendszere című művét.
- Emlékiratai csak halála után jelentek meg Denkwürdigkeiten cím alatt (Stuttgart 1892, 2 köt.). Ezek érdekes magyar vonatkozású közléseket is tartalmaznak, különösen id. Andrássy Gyula miniszterségének korából (V. ö. Századok, 1892.769. l.)

## Emlékezete
Ischlben 1892-ben emlékszobrot állítottak neki.